# Rally Príncipe de Asturias de 2000
El Rally Príncipe de Asturias de 2000, oficialmente 37.º Rally Príncipe de Asturias, fue la trigésimo séptima edición y la décima cita de la temporada 2000 del Campeonato de España de Rally. Se celebró del 22 al 23 de septiembre y contó con un itinerario de doce tramos que sumaban un total de 173,3 km cronometrados.

## Clasificación final
| Pos. | Piloto              | Copiloto              | Automóvil                 | Tiempo  | Diferencia |
| ---- | ------------------- | --------------------- | ------------------------- | ------- | ---------- |
| 1.   | Jesús Puras         | Marc Martí            | Citroën Xsara Kit Car     | 1:50:58 | 0.0        |
| 2.   | Luis Monzón         | José Carlos Déniz     | Peugeot 306 Maxi          | 1:52:43 | +1:45      |
| 3.   | Manuel Cabo         | Juan Antonio Castillo | Citroën Saxo Kit Car      | 1:57:54 | +6:56      |
| 4.   | Miguel Ángel Fuster | Ezequiel Nazábal      | Citroën Saxo Kit Car      | 1:58:56 | +7:58      |
| 5.   | Dani Solà           | Josep Martínez        | Seat Ibiza GTi 16V Júnior | 2:00:07 | +9:09      |
| 6.   | Carlos Padilla      | Heriberto Cruz        | Citroën Saxo Kit Car      | 2:01:59 | +11:01     |
| 7.   | Francisco Roig      | Ignacio Paz           | Mitsubishi Lancer Evo VI  | 2:03:40 | +12:42     |
| 8.   | Simón Otamendi      | Roberto del Rosario   | Citroën Saxo VTS          | 2:03:57 | +12:59     |
| 9.   | Alberto Hevia       | Salvador Belzunces    | Renault Clio Sport        | 2:04:10 | +13:12     |
| 10.  | José Piñón          | Iñaki Páez            | Renault Clio Sport        | 2:04:21 | +13:23     |